# Efferia mygidon
Efferia mygidon är en tvåvingeart som först beskrevs av Walker 1851.  Efferia mygidon ingår i släktet Efferia och familjen rovflugor. Inga underarter finns listade i Catalogue of Life.